# Nanì e altri racconti
(traccia fantasma I nonni)
Nanì e altri racconti è il terzo album in studio del cantautore italiano Pierdavide Carone, pubblicato il 15 febbraio 2012 dalla Sony Music.

## Descrizione
L'album pubblicato in concomitanza con la partecipazione del cantante alla 62ª edizione del Festival della Canzone Italiana di Sanremo, è stato pubblicato il 15 febbraio 2012 ed anticipato dal singolo Nanì.
Il disco, prodotto da Lucio Dalla e arrangiato dallo stesso Dalla con Bruno Mariani, è composto da undici tracce scritte interamente dallo stesso Carone, tranne Nanì (di cui Lucio Dalla è coautore).
Le registrazioni sono state effettuate allo studio Cagnara Records di Bologna da Roberto Costa, Luca Gnudi e Andrea Salvato; Costa si è anche occupato del mixaggio.
La copertina raffigura un quadro di Davide Baroggi, mentre il progetto grafico è curato da Daniela Boccadoro.
Il 6 aprile 2012 entra in rotazione radiofonica il secondo singolo, Basta così.
La versione CD contiene la traccia fantasma I nonni non disponibile nella versione digitale. La versione disponibile su iTunes contiene una bonus track non presente nel cd fisico. Entrambe le versioni quindi, nonostante differiscano per tipi di pezzi e durata, risultano avere 11 canzoni, ma nel cd ne risultato accreditate 10.
Il 18 maggio 2012 entra in rotazione radiofonica il terzo singolo, Tra il male e Dio, che viene inserita per 3 settimane consecutive nelle New Hit di Rtl 102.5.

## Tracce
Testi e musiche di Pierdavide Carone (Lucio Dalla compositore unico delle musiche in Nanì); edizioni musicali Sugar Music/Lospedaledizioni (per Nanì anche Pressing Line).
1. Basta così – 3:52
2. Nanì (feat. Lucio Dalla) – 3:23
3. Il twist del sud – 3:00
4. Tra il male e Dio – 3:20
5. Amoreterno – 4:10
6. In punta – 3:35
7. Vuoto cosmico – 3:45
8. Lo scorpione – 3:17
9. Certo che sì – 4:28
10. Tu ed io – 6:10

Durata totale: 39:00
Traccia bonus (iTunes)
Testi e musiche di Tito Manlio, Salve D'Esposito.
1. With all my Heart and Soul (Anema e Core) [feat. Mads Langer] – 4:01 (Tito Manlio) – cover live del celebre brano presentato al 62º Festival di Sanremo nella serata dei duetti internazionali.

## Classifiche
| Classifica (2012) | Posizione massima |
| ----------------- | ----------------- |
| Italia            | 12                |

## Musicisti
- Pierdavide Carone: voce, chitarra, organetto in Amoreterno
- Lucio Dalla: tastiera, cori, sax, clarinetto
- Bruno Farinelli: batteria
- Roberto Costa: basso, tastiera
- Bruno Mariani: chitarra, cori, tastiera
- Paolo Piermattei: pianoforte
- Anton Berovski: violino, viola
- Elvi Berovski: violino
- Vittorio Piombo: violoncello
- Marco Alemanno: cori